# Bundestagswahlkreis Elbe-Elster – Oberspreewald-Lausitz
Der Bundestagswahlkreis Elbe-Elster – Oberspreewald-Lausitz (Wahlkreis 65) ist ein Wahlkreis in Brandenburg für die Wahlen zum Deutschen Bundestag. Er umfasst den Landkreis Elbe-Elster und den Landkreis Oberspreewald-Lausitz.

## Wahlkreisgeschichte
Der Wahlkreis wurde vor der Bundestagswahl 2002 aus Teilen der ehemaligen Wahlkreise Senftenberg – Calau – Spremberg und Bad Liebenwerda – Finsterwalde – Herzberg – Lübben – Luckau neu gebildet und umfasste zunächst den Landkreis Elbe-Elster sowie den Landkreis Oberspreewald-Lausitz ohne die Stadt Lübbenau. Zur Bundestagswahl 2025 wurde die Stadt Lübbenau aus dem Wahlkreis 62 Dahme-Spreewald – Teltow-Fläming III – Oberspreewald-Lausitz I in den Wahlkreis umgesetzt, der gleichzeitig den neuen Namen Elbe-Elster – Oberspreewald-Lausitz erhielt.
| Wahl      | Wahlkreisname                             | Gebiet                                                                         |
| --------- | ----------------------------------------- | ------------------------------------------------------------------------------ |
| 2002–2005 | 65 Elbe-Elster – Oberspreewald-Lausitz II | Landkreis Elbe-Elster, Landkreis Oberspreewald-Lausitz ohne Lübbenau/Spreewald |
| 2009      | 66 Elbe-Elster – Oberspreewald-Lausitz II | Landkreis Elbe-Elster, Landkreis Oberspreewald-Lausitz ohne Lübbenau/Spreewald |
| 2013–2021 | 65 Elbe-Elster – Oberspreewald-Lausitz II | Landkreis Elbe-Elster, Landkreis Oberspreewald-Lausitz ohne Lübbenau/Spreewald |
| 2025–     | 65 Elbe-Elster – Oberspreewald-Lausitz    | Landkreis Elbe-Elster, Landkreis Oberspreewald-Lausitz                         |

## Wahlkreisabgeordnete
| Wahl | Abgeordneter | Abgeordneter     | Partei | Stimmen in % |
| ---- | ------------ | ---------------- | ------ | ------------ |
| 2002 |              | Stephan Hilsberg | SPD    | 44,5         |
| 2005 | 34,8         | Stephan Hilsberg | SPD    |              |
| 2009 |              | Michael Stübgen  | CDU    | 28,9         |
| 2013 | 40,9         | Michael Stübgen  | CDU    |              |
| 2017 | 29,5         | Michael Stübgen  | CDU    |              |
| 2021 |              | Hannes Walter    | SPD    | 25,4         |
| 2025 |              | Birgit Bessin    | AfD    | 43,0         |

Zur Geschichte der beiden Vorgängerwahlkreise vor 2002 siehe Bundestagswahlkreis Senftenberg – Calau – Spremberg und Bundestagswahlkreis Bad Liebenwerda – Finsterwalde – Herzberg – Lübben – Luckau.

## Wahlergebnisse

### Bundestagswahl 2025
Zur Bundestagswahl 2025 traten zwölf Parteien und sieben Direktkandidaten an.
| Kandidaten                      | Kandidaten                 | Parteien/Listen       | Erststimmen | Erststimmen | Zweitstimmen | Zweitstimmen |
| Kandidaten                      | Kandidaten                 | Parteien/Listen       | Stimmen     | %           | Stimmen      | %            |
| ------------------------------- | -------------------------- | --------------------- | ----------- | ----------- | ------------ | ------------ |
|                                 | Birgit Bessingewählt im WK | AfD                   | 57.194      | 43,0        | 54.660       | 40,9         |
|                                 | Knut Abraham               | CDU                   | 24.331      | 18,3        | 22.039       | 16,5         |
|                                 | Hannes Walter              | SPD                   | 22.087      | 16,6        | 16.689       | 12,5         |
|                                 | –                          | BSW                   | –           | –           | 15.652       | 11,7         |
|                                 | Klaus-Günter Karich        | Die Linke             | 15.935      | 12,0        | 11.641       | 8,7          |
|                                 | Johannes Hänig             | FDP                   | 3.822       | 2,9         | 4.113        | 3,1          |
|                                 | Jenifer Howel              | Bündnis 90/Die Grünen | 2.704       | 2,0         | 3.733        | 2,8          |
|                                 | Sandra Raddatz             | Freie Wähler          | 7.005       | 5,3         | 2.757        | 2,1          |
|                                 | –                          | Die PARTEI            | –           | –           | 1.045        | 0,8          |
|                                 | –                          | Volt                  | –           | –           | 738          | 0,6          |
|                                 | –                          | Bündnis Deutschland   | –           | –           | 334          | 0,3          |
|                                 | –                          | MLPD                  | –           | –           | 85           | 0,1          |
| Gesamt                          | Gesamt                     | Gesamt                | 133.078     | 100         | 133.486      | 100          |
|                                 |                            |                       |             |             |              |              |
| Ungültige Stimmen               | Ungültige Stimmen          | Ungültige Stimmen     | 1.410       | 1,0         | 1.002        | 0,7          |
| Wähler                          | Wähler                     | Wähler                | 134.488     | 79,5        | 134.488      | 79,5         |
| Wahlberechtigte                 | Wahlberechtigte            | Wahlberechtigte       | 169.170     |             | 169.170      |              |
|                                 |                            |                       |             |             |              |              |
| Quellen: Die Bundeswahlleiterin |                            |                       |             |             |              |              |

### Bundestagswahl 2021
Bei der Bundestagswahl 2021 traten 19 Parteien mit Landeslisten für Brandenburg an. Um das Direktmandat bewarben sich elf Personen.
| Kandidaten                      | Kandidaten                 | Parteien/Listen       | Erststimmen | Erststimmen | Zweitstimmen | Zweitstimmen |
| Kandidaten                      | Kandidaten                 | Parteien/Listen       | Stimmen     | %           | Stimmen      | %            |
| ------------------------------- | -------------------------- | --------------------- | ----------- | ----------- | ------------ | ------------ |
|                                 | Hannes Waltergewählt im WK | SPD                   | 29.998      | 25,4        | 33.412       | 28,2         |
|                                 | Silvio Wolf                | AfD                   | 29.560      | 25,0        | 29.849       | 25,2         |
|                                 | Knut Abraham               | CDU                   | 19.130      | 16,2        | 17.776       | 15,0         |
|                                 | Martin Neumann             | FDP                   | 10.597      | 9,0         | 11.114       | 9,4          |
|                                 | Yvonne Mahlo               | Die Linke             | 10.630      | 9,0         | 8.532        | 7,2          |
|                                 | Paul-Philipp Neumann       | Bündnis 90/Die Grünen | 4.110       | 3,5         | 4.920        | 4,2          |
|                                 | Roxana Trasper             | Freie Wähler          | 4.872       | 4,1         | 3.657        | 3,1          |
|                                 | –                          | Tierschutzpartei      | –           | –           | 2.564        | 2,2          |
|                                 | Marcel Respa               | Unabhängige           | 5.066       | 4,3         | 2.022        | 1,7          |
|                                 | Kay-Uwe Blietz             | dieBasis              | 1.719       | 1,5         | 1.449        | 1,2          |
|                                 | Bianca Schröder            | Die PARTEI            | 2.245       | 1,9         | 1.383        | 1,2          |
|                                 | –                          | NPD                   | –           | –           | 637          | 0,5          |
|                                 | –                          | Piratenpartei         | –           | –           | 437          | 0,4          |
|                                 | –                          | Volt                  | –           | –           | 194          | 0,2          |
|                                 | –                          | Team Todenhöfer       | –           | –           | 156          | 0,1          |
|                                 | –                          | ÖDP                   | –           | –           | 128          | 0,1          |
|                                 | –                          | DKP                   | –           | –           | 92           | 0,1          |
|                                 | –                          | Die Humanisten        | –           | –           | 87           | 0,1          |
|                                 | –                          | MLPD                  | –           | –           | 55           | 0,0          |
|                                 | Ilona Janda                | Einzelbewerberin      | 356         | 0,3         | –            | –            |
| Gesamt                          | Gesamt                     | Gesamt                | 118.283     | 100         | 118.464      | 100          |
|                                 |                            |                       |             |             |              |              |
| Ungültige Stimmen               | Ungültige Stimmen          | Ungültige Stimmen     | 2.068       | 1,7         | 1.887        | 1,6          |
| Wähler                          | Wähler                     | Wähler                | 120.351     | 74,1        | 120.351      | 74,1         |
| Wahlberechtigte                 | Wahlberechtigte            | Wahlberechtigte       | 162.410     |             | 162.410      |              |
|                                 |                            |                       |             |             |              |              |
| Quellen: Die Bundeswahlleiterin |                            |                       |             |             |              |              |

### Bundestagswahl 2017
Bei der Bundestagswahl 2017 traten 15 Parteien mit Landeslisten für Brandenburg an. Um das Direktmandat bewarben sich acht Personen, davon ein Einzelbewerber.
| Kandidaten                      | Kandidaten                   | Parteien/Listen        | Erststimmen | Erststimmen | Zweitstimmen | Zweitstimmen |
| Kandidaten                      | Kandidaten                   | Parteien/Listen        | Stimmen     | %           | Stimmen      | %            |
| ------------------------------- | ---------------------------- | ---------------------- | ----------- | ----------- | ------------ | ------------ |
|                                 | Michael Stübgengewählt im WK | CDU                    | 35.633      | 29,5        | 33.576       | 27,7         |
|                                 | Peter Drenske                | AfD                    | 29.830      | 24,7        | 30.564       | 25,2         |
|                                 | Diana Tietze                 | Die Linke              | 19.583      | 16,2        | 18.775       | 15,5         |
|                                 | Hannes Walter                | SPD                    | 20.142      | 16,7        | 18.700       | 15,4         |
|                                 | Martin Neumann               | FDP                    | 6.492       | 5,4         | 8.128        | 6,7          |
|                                 | Stefan Schön                 | Bündnis 90/Die Grünen  | 3.543       | 2,9         | 3.146        | 2,6          |
|                                 | Johannes Berger              | Freie Wähler           | 4.887       | 4,0         | 2.089        | 1,7          |
|                                 | –                            | Tierschutzpartei       | –           | –           | 1.878        | 1,6          |
|                                 | –                            | NPD                    | –           | –           | 1.757        | 1,5          |
|                                 | –                            | Die PARTEI             | –           | –           | 1.207        | 1,0          |
|                                 | –                            | Deutsche Mitte         | –           | –           | 555          | 0,5          |
|                                 | –                            | Bündnis Grundeinkommen | –           | –           | 421          | 0,3          |
|                                 | –                            | ÖDP                    | –           | –           | 150          | 0,1          |
|                                 | –                            | MLPD                   | –           | –           | 108          | 0,1          |
|                                 | –                            | DKP                    | –           | –           | 100          | 0,1          |
|                                 | Ingo Weidelt                 | Einzelbewerber         | 738         | 0,6         | –            | –            |
| Gesamt                          | Gesamt                       | Gesamt                 | 120.848     | 100         | 121.154      | 100          |
|                                 |                              |                        |             |             |              |              |
| Ungültige Stimmen               | Ungültige Stimmen            | Ungültige Stimmen      | 2.517       | 2,0         | 2.211        | 1,8          |
| Wähler                          | Wähler                       | Wähler                 | 123.365     | 73,2        | 123.365      | 73,2         |
| Wahlberechtigte                 | Wahlberechtigte              | Wahlberechtigte        | 168.543     |             | 168.543      |              |
|                                 |                              |                        |             |             |              |              |
| Quellen: Die Bundeswahlleiterin |                              |                        |             |             |              |              |

### Bundestagswahl 2013
Bei der Bundestagswahl 2013 traten 12 Parteien mit Landeslisten für Brandenburg an. Um das Direktmandat bewarben sich neun Personen, davon zwei Einzelbewerber.
| Kandidaten                      | Kandidaten                   | Parteien/Listen        | Erststimmen | Erststimmen | Zweitstimmen | Zweitstimmen |
| Kandidaten                      | Kandidaten                   | Parteien/Listen        | Stimmen     | %           | Stimmen      | %            |
| ------------------------------- | ---------------------------- | ---------------------- | ----------- | ----------- | ------------ | ------------ |
|                                 | Michael Stübgengewählt im WK | CDU                    | 47.454      | 40,9        | 46.044       | 39,5         |
|                                 | Matthias Mnich               | Die Linke              | 27.137      | 23,4        | 25.321       | 21,7         |
|                                 | Kerstin Weide                | SPD                    | 26.132      | 22,5        | 23.136       | 19,9         |
|                                 | –                            | AfD                    | –           | –           | 6.911        | 5,9          |
|                                 | Manuela Kokott               | NPD                    | 5.608       | 4,8         | 4.421        | 3,8          |
|                                 | Klaus Ullrich                | Bündnis 90/Die Grünen  | 2.899       | 2,5         | 3.104        | 2,7          |
|                                 | Carmen Schulz                | FDP                    | 2.085       | 1,8         | 2.950        | 2,5          |
|                                 | Lutz Bommel                  | Piratenpartei          | 3.834       | 3,3         | 2.626        | 2,3          |
|                                 | –                            | Freie Wähler           | –           | –           | 1.122        | 1,0          |
|                                 | –                            | pro Deutschland        | –           | –           | 531          | 0,5          |
|                                 | –                            | Die Republikaner       | –           | –           | 196          | 0,2          |
|                                 | –                            | MLPD                   | –           | –           | 153          | 0,1          |
|                                 | Kevin Jonik                  | Einzelbewerber         | 540         | 0,5         | –            | –            |
|                                 | Wilfried Klare               | DKP (nur Direktmandat) | 323         | 0,3         | –            | –            |
| Gesamt                          | Gesamt                       | Gesamt                 | 116.012     | 100         | 116.515      | 100          |
|                                 |                              |                        |             |             |              |              |
| Ungültige Stimmen               | Ungültige Stimmen            | Ungültige Stimmen      | 2.668       | 2,2         | 2.165        | 1,8          |
| Wähler                          | Wähler                       | Wähler                 | 118.680     | 66,8        | 118.680      | 66,8         |
| Wahlberechtigte                 | Wahlberechtigte              | Wahlberechtigte        | 177.689     |             | 177.689      |              |
|                                 |                              |                        |             |             |              |              |
| Quellen: Die Bundeswahlleiterin |                              |                        |             |             |              |              |

### Bundestagswahl 2009
Die Bundestagswahl 2009 hatte im Wahlkreis Elbe-Elster – Oberspreewald-Lausitz II (als Nr. 66) folgendes Ergebnis:
| Kandidaten                    | Kandidaten                   | Parteien/Listen                  | Erststimmen | Erststimmen | Zweitstimmen | Zweitstimmen |
| Kandidaten                    | Kandidaten                   | Parteien/Listen                  | Stimmen     | %           | Stimmen      | %            |
| ----------------------------- | ---------------------------- | -------------------------------- | ----------- | ----------- | ------------ | ------------ |
|                               | André Brie                   | Die Linke                        | 34.324      | 28,3        | 34.203       | 28,0         |
|                               | Michael Stübgengewählt im WK | CDU                              | 35.073      | 28,9        | 33.467       | 27,4         |
|                               | Thomas Zenker                | SPD                              | 32.688      | 26,9        | 28.022       | 22,9         |
|                               | Enrico Buchs                 | FDP                              | 8.487       | 7,0         | 10.865       | 8,9          |
|                               | Christoph Wunnicke           | Bündnis 90/Die Grünen            | 3.861       | 3,2         | 4.238        | 3,5          |
|                               | Manuela Kokott               | NPD                              | 5.513       | 4,5         | 3.839        | 3,1          |
|                               | –                            | Piratenpartei                    | –           | –           | 2.995        | 2,5          |
|                               | –                            | DVU                              | –           | –           | 2.399        | 2,0          |
|                               | –                            | Freie Wähler                     | –           | –           | 1.435        | 1,2          |
|                               | –                            | Die Republikaner                 | –           | –           | 278          | 0,2          |
|                               | –                            | BüSo                             | –           | –           | 270          | 0,2          |
|                               | –                            | MLPD                             | –           | –           | 137          | 0,1          |
|                               | Harald Klingenberg           | Freie Union (nur Direktkandidat) | 915         | 0,8         | –            | –            |
|                               | Andreas Brückner             | Einzelbewerber                   | 587         | 0,5         | –            | –            |
| Gesamt                        | Gesamt                       | Gesamt                           | 121.448     | 100         | 122.148      | 100          |
|                               |                              |                                  |             |             |              |              |
| Ungültige Stimmen             | Ungültige Stimmen            | Ungültige Stimmen                | 4.692       | 3,7         | 3.992        | 3,2          |
| Wähler                        | Wähler                       | Wähler                           | 126.140     | 65,5        | 126.140      | 65,5         |
| Wahlberechtigte               | Wahlberechtigte              | Wahlberechtigte                  | 192.709     |             | 192.709      |              |
|                               |                              |                                  |             |             |              |              |
| Quellen: Der Bundeswahlleiter |                              |                                  |             |             |              |              |

### Bundestagswahl 2005
Die Bundestagswahl 2005 hatte im Wahlkreis Elbe-Elster – Oberspreewald-Lausitz II (als Nr. 65) folgendes Ergebnis:
| Kandidaten                                                         | Kandidaten                    | Parteien/Listen       | Erststimmen | Erststimmen | Zweitstimmen | Zweitstimmen |
| Kandidaten                                                         | Kandidaten                    | Parteien/Listen       | Stimmen     | %           | Stimmen      | %            |
| ------------------------------------------------------------------ | ----------------------------- | --------------------- | ----------- | ----------- | ------------ | ------------ |
|                                                                    | Stephan Hilsberggewählt im WK | SPD                   | 50.985      | 34,8        | 46.438       | 31,7         |
|                                                                    | Michael Stübgen               | CDU                   | 37.826      | 25,9        | 34.944       | 23,8         |
|                                                                    | Hans Harald Gabbe             | Die Linke             | 37.797      | 25,8        | 40.065       | 27,3         |
|                                                                    | Ulrich Hartenstein            | FDP                   | 8.223       | 5,6         | 10.491       | 7,2          |
|                                                                    | Manuela Kokott                | NPD                   | 7.802       | 5,3         | 7.284        | 5,0          |
|                                                                    | Klaus Peschel                 | Bündnis 90/Die Grünen | 3.670       | 2,5         | 4.730        | 3,2          |
|                                                                    | –                             | 50Plus                | –           | –           | 1.132        | 0,8          |
|                                                                    | –                             | Graue                 | –           | –           | 1.065        | 0,7          |
|                                                                    | –                             | MLPD                  | –           | –           | 393          | 0,3          |
| Gesamt                                                             | Gesamt                        | Gesamt                | 146.303     | 100         | 146.542      | 100          |
|                                                                    |                               |                       |             |             |              |              |
| Ungültige Stimmen                                                  | Ungültige Stimmen             | Ungültige Stimmen     | 3.156       | 2,1         | 2.917        | 2,0          |
| Wähler                                                             | Wähler                        | Wähler                | 149.459     | 74,5        | 149.459      | 74,5         |
| Wahlberechtigte                                                    | Wahlberechtigte               | Wahlberechtigte       | 200.630     |             | 200.630      |              |
|                                                                    |                               |                       |             |             |              |              |
| Quellen: Landesamt für Datenverarbeitung und Statistik Brandenburg |                               |                       |             |             |              |              |